# Pemuco
Pemuco é uma comuna da província de Ñuble, localizada na Região de Biobío, Chile. Possui uma área de 562,7 km² e uma população de 8.821 habitantes (2002).